# Роберт Баран
Роберт Баран (пол. Robert Baran; нар. 3 липня 1992, Яроцин, Великопольське воєводство) — польський борець вільного стилю, дворазовий срібний та дворазовий бронзовий призер чемпіонатів Європи, срібний призер Кубку світу, срібний призер Чемпіонату світу серед військовослужбовців, бронзовий призер Всесвітніх ігор військовослужбовців, учасник Олімпійських ігор.

## Життєпис
Боротьбою почав займатися з 2000 року.
Виступає за борцівський клуб «LKS Ceramik» Кротошин. Тренери: Роман Ратайчик (перший тренер), Рафал Паталас, Радослав Янковський, Ремігіуш Маєр, Юсуп Абдусаламов.
Його найбільші успіхи в кар'єрі — дві срібні медалі на чемпіонатах Європи: 2016 (125 кг), 2020 (125 кг). Найкращий виступ на чемпіонатах світу він показав у 2023 році, посівши 7 місце у категорії до 125 кг.
Олімпієць з Ріо-де-Жанейро (2016) — вільний стиль, 125 кг — 11 місце (вибув в 1/4 фіналу).
Чемпіон Польщі 2013 (120 кг), 2015, 2017, 2018, 2020 та 2021 (125 кг).

### Родина
Брат — Радослав Баран, п'ятиразовий призер чемпіонатів світу серед військовослужбовців, багаторазовий переможець та призер престижних міжнародних турнірів, учасник Олімпійських ігор.

## Спортивні результати на міжнародних змаганнях

### Виступи на Олімпіадах
| Змагання                    | Збірна | Вагова категорія           | Місце |
| --------------------------- | ------ | -------------------------- | ----- |
| Літні Олімпійські ігри 2016 | Польща | вільна боротьба, до 125 кг | 11    |
| Літні Олімпійські ігри 2024 | Польща | вільна боротьба, до 125 кг | 5     |

### Виступи на Чемпіонатах світу
| Змагання                        | Збірна | Вагова категорія           | Місце |
| ------------------------------- | ------ | -------------------------- | ----- |
| Чемпіонат світу з боротьби 2017 | Польща | вільна боротьба, до 125 кг | 15    |
| Чемпіонат світу з боротьби 2018 | Польща | вільна боротьба, до 125 кг | 22    |
| Чемпіонат світу з боротьби 2019 | Польща | вільна боротьба, до 125 кг | 12    |
| Чемпіонат світу з боротьби 2021 | Польща | вільна боротьба, до 125 кг | 10    |
| Чемпіонат світу з боротьби 2022 | Польща | вільна боротьба, до 125 кг | 17    |
| Чемпіонат світу з боротьби 2023 | Польща | вільна боротьба, до 125 кг | 7     |

### Виступи на Чемпіонатах Європи
| Змагання                         | Збірна | Вагова категорія           | Місце  |
| -------------------------------- | ------ | -------------------------- | ------ |
| Чемпіонат Європи з боротьби 2013 | Польща | вільна боротьба, до 120 кг | 10     |
| Чемпіонат Європи з боротьби 2016 | Польща | вільна боротьба, до 125 кг | Срібло |
| Чемпіонат Європи з боротьби 2017 | Польща | вільна боротьба, до 125 кг | 7      |
| Чемпіонат Європи з боротьби 2018 | Польща | вільна боротьба, до 125 кг | Бронза |
| Чемпіонат Європи з боротьби 2019 | Польща | вільна боротьба, до 125 кг | 5      |
| Чемпіонат Європи з боротьби 2020 | Польща | вільна боротьба, до 125 кг | Срібло |
| Чемпіонат Європи з боротьби 2022 | Польща | вільна боротьба, до 125 кг | Бронза |
| Чемпіонат Європи з боротьби 2023 | Польща | вільна боротьба, до 125 кг | 14     |

### Виступи на Європейських іграх
| Змагання              | Збірна | Вагова категорія           | Місце |
| --------------------- | ------ | -------------------------- | ----- |
| Європейські ігри 2015 | Польща | вільна боротьба, до 125 кг | 11    |
| Європейські ігри 2019 | Польща | вільна боротьба, до 125 кг | 15    |

### Виступи на Кубках світу
| Змагання                    | Збірна | Вагова категорія           | Місце  |
| --------------------------- | ------ | -------------------------- | ------ |
| Кубок світу з боротьби 2020 | Польща | вільна боротьба, до 125 кг | Срібло |

### Виступи на Чемпіонатах світу серед військовослужбовців
| Змагання                                                  | Збірна | Вагова категорія           | Місце  |
| --------------------------------------------------------- | ------ | -------------------------- | ------ |
| Чемпіонат світу з боротьби серед військовослужбовців 2021 | Польща | вільна боротьба, до 125 кг | Срібло |

### Виступи на Всесвітніх іграх військовослужбовців
| Змагання                                | Збірна | Вагова категорія           | Місце  |
| --------------------------------------- | ------ | -------------------------- | ------ |
| Всесвітні ігри військовослужбовців 2019 | Польща | вільна боротьба, до 125 кг | Бронза |

### Виступи на інших змаганнях
| Змагання                                                         | Збірна | Вагова категорія                 | Місце  |
| ---------------------------------------------------------------- | ------ | -------------------------------- | ------ |
| Турнір Дана Колова — Николи Петрова 2013                         | Польща | вільна боротьба, до 120 кг       | 8      |
| Турнір Алі Алієва 2013                                           | Польща | вільна боротьба, до 120 кг       | 15     |
| Літня Універсіада 2013                                           | Польща | вільна боротьба, до 120 кг       | 12     |
| Меморіал Абделазіза Услаті 2015                                  | Польща | вільна боротьба, до 125 кг       | Золото |
| Турнір Алі Алієва 2015                                           | Польща | вільна боротьба, до 125 кг       | 13     |
| Меморіал Вацлава Циолковського 2015                              | Польща | вільна боротьба, до 125 кг       | 12     |
| Кубок Алроси 2015                                                | Польща | вільна боротьба, до 125 кг       | 6      |
| Турнір Дана Колова — Николи Петрова 2016                         | Польща | вільна боротьба, до 125 кг       | Бронза |
| Олімпійський кваліфікаційний турнір з боротьби 2016 (Зренянин)   | Польща | вільна боротьба, до 125 кг       | 7      |
| Олімпійський кваліфікаційний турнір з боротьби 2016 (Улан-Батор) | Польща | вільна боротьба, до 125 кг       | Бронза |
| Турнір міста Сассарі з боротьби 2016                             | Польща | вільна боротьба, до 125 кг       | Бронза |
| Меморіал Вацлава Циолковського 2016                              | Польща | вільна боротьба, до 125 кг       | 14     |
| Гран-прі Німеччини з боротьби 2016                               | Польща | вільна боротьба, до 125 кг       | 5      |
| Кубок Європейських націй з боротьби 2016                         | Польща | команда                          | 5      |
| Турнір Яшара Догу 2017                                           | Польща | вільна боротьба, до 125 кг       | Бронза |
| Турнір Дана Колова — Николи Петрова 2017                         | Польща | вільна боротьба, до 125 кг       | 12     |
| Турнір Г. Картозія і В. Балавадзе 2017                           | Польща | вільна боротьба, до 125 кг       | Бронза |
| Меморіал Вацлава Циолковського 2017                              | Польща | вільна боротьба, до 125 кг       | 7      |
| Кубок Ахмата Кадирова 2017                                       | Польща | вільна боротьба, до Teamevent кг | Бронза |
| Інтерконтинентальний кубок з боротьби 2017                       | Польща | вільна боротьба, до 125 кг       | Бронза |
| Київський Міжнародний турнір з боротьби 2018                     | Польща | вільна боротьба, до 125 кг       | Бронза |
| Турнір Г. Картозія і В. Балавадзе 2018                           | Польща | вільна боротьба, до 125 кг       | 5      |
| Відкритий чемпіонат Польщі з боротьби 2018                       | Польща | вільна боротьба, до 125 кг       | Срібло |
| Кубок Ахмата Кадирова 2018                                       | Польща | команда                          | Срібло |
| Турнір Дана Колова — Николи Петрова 2019                         | Польща | вільна боротьба, до 125 кг       | 14     |
| Київський Міжнародний турнір з боротьби 2019                     | Польща | вільна боротьба, до 125 кг       | Срібло |
| Меморіал Вацлава Циолковського 2019                              | Польща | вільна боротьба, до 125 кг       | Бронза |
| Чемпіонат Польщі з боротьби 2020                                 | Польща | вільна боротьба, до 125 кг       | Золото |
| Меморіал Вацлава Циолковського 2020                              | Польща | вільна боротьба, до 125 кг       | Золото |
| Гран-прі Франції Анрі Деглана 2021                               | Польща | вільна боротьба, до 125 кг       | Срібло |
| Олімпійський кваліфікаційний турнір з боротьби 2020 (Будапешт)   | Польща | вільна боротьба, до 125 кг       | 8      |
| Олімпійський кваліфікаційний турнір з боротьби 2020 (Софія)      | Польща | вільна боротьба, до 125 кг       | Бронза |
| Меморіал Маттео Пелліконе 2022                                   | Польща | вільна боротьба, до 125 кг       | Срібло |
| Гран-прі Іспанії з боротьби 2022                                 | Польща | вільна боротьба, до 125 кг       | Золото |
| Відкритий чемпіонат Загреба з боротьби 2023                      | Польща | вільна боротьба, до 125 кг       | Бронза |
| Турнір Ібрагіма Мустафи 2023                                     | Польща | вільна боротьба, до 125 кг       | 8      |
| Турнір К. У. Кожомкула і Р. Санатбаєва 2023                      | Польща | вільна боротьба, до 125 кг       | 7      |
| Меморіал Вацлава Циолковського 2023                              | Польща | вільна боротьба, до 125 кг       | Бронза |

### Виступи на змаганнях молодших вікових груп
| Змагання                                       | Збірна | Вагова категорія           | Місце  |
| ---------------------------------------------- | ------ | -------------------------- | ------ |
| Чемпіонат Європи з боротьби серед кадетів 2009 | Польща | вільна боротьба, до 85 кг  | Бронза |
| Чемпіонат Європи з боротьби серед юніорів 2010 | Польща | вільна боротьба, до 84 кг  | Бронза |
| Чемпіонат світу з боротьби серед юніорів 2010  | Польща | вільна боротьба, до 84 кг  | 13     |
| Чемпіонат Європи з боротьби серед юніорів 2012 | Польща | вільна боротьба, до 96 кг  | 7      |
| Чемпіонат світу з боротьби серед юніорів 2012  | Польща | вільна боротьба, до 96 кг  | 21     |
| Чемпіонат Європи з боротьби до 23 років 2015   | Польща | вільна боротьба, до 125 кг | Бронза |